# コンビナティオ・ノヴァ
Combinatio nova（略語: comb. nov.）は、「新しい組み合わせ」を表わすラテン語である。
これは、生命科学の文献において、既に記された種の従来の形容語句を組み合わせて、以前命名された種に対して新たな一般名を付ける際に用いられる。例えば、Calymmatobacterium granulomatisがKlebsiella granulomatisに改名される時、これが新たな組み合わせであることを示すためにKlebsiella granulomatis comb. nov.と呼ばれる。